# Cotesia flaviconchae
Cotesia flaviconchae är en stekelart som först beskrevs av Riley 1881.  Cotesia flaviconchae ingår i släktet Cotesia och familjen bracksteklar. Inga underarter finns listade i Catalogue of Life.